# Flughafen Toyama

i8
i11
i13
Der Flughafen Toyama (japanisch 富山空港 Toyama Kūkō, IATA-Code: TOY, ICAO-Code: RJNT) ist ein kleiner Verkehrsflughafen der Stadt Toyama in der japaniscn Präfektur Toyama.
Der Flughafen liegt etwa sechs Kilometer südlich vom Stadtzentrum Toyamas am Fluss Jinzū. Von hier gibt es derzeit (2009) neben Inlandsverbindungen auch Verbindungen nach Seoul, Shanghai, Dalian und Wladiwostok. Der Flughafen Toyama gilt nach der japanischen Gesetzgebung als Flughafen der 3. Klasse.